# Paul Willems
Paul Willems (* 4. April 1912 in Edegem; † 27. November 1997 in Antwerpen) war ein belgischer Schriftsteller französischer Sprache.

## Leben und Werk
Paul Willems war der Urenkel des Romanisten Jan Frans Willems und der Sohn der Schriftstellerin Marie Gevers. Er wuchs im Schloss Mussenborg in Edegem südlich Antwerpen auf. Er gehörte ab 1947 zum Personal des Palais des Beaux-Arts de Bruxelles, für das er Reisen auf mehrere Kontinente machte.  Ab 1984 war er dessen Generalsekretär.
Ab 1941 schrieb er Romane, ab 1948 Theaterstücke. 1980 erhielt er den Prix quinquennal de littérature der Französischen Gemeinschaft Belgiens.

## Werke (Auswahl)

### Romane
- (1941) Tout est réel ici. J. Antoine, Brüssel 1980. (Vorwort von Paul Émond)
- L'herbe qui tremble. La Toison d'Or, Paris 1942.
- Blessures. Roman. Gallimard, Paris 1945. Labor, Brüssel 1987 (Vorwort von Jean Louvet. Interpretation von Alberte Spinette). Espace Nord, Brüssel 2022 (Nachwort von Caroline De Mulder).
- La Chronique du cygne. Roman. Plon, Paris 1949. Labor, Brüssel 2001.
  - (deutsch) Schwanenchronik. Roman. Biederstein, München 1950. (übersetzt von Gertrud Grote). Sachon, Bad Wörishofen 1983. (übersetzt von Claudia Klostermann)

### Theater
- Le bon vin de Monsieur Nuche (1949)
  - (deutsch) Der gute Wein des Herrn Nuche. Stück in 3 Akten. Kiepenheuer, Berlin ohne Jahr.
- Lamentable Julie (1949)
- Peau d’ours (1951)
  - (deutsch) Bärenhäuter. Stück in 3 Akten. Kiepenheuer, Berlin 1952.
- Air barbare et tendre (1952)
- Off et la lune (1955) La plage aux anguilles. Labor, Brüssel 1995. (Vorwort von Marc Quaghebeur)
  - (deutsch) Of und der Mond. Ein Stück in 3 Akten. Kiepenheuer, Berlin ohne Jahr.
- La Plage aux anguilles (1959)
- Il pleut dans ma maison (1962)
  - (deutsch) Es regnet in mein Haus. Stück in 3 Akten. Kiepenheuer, Berlin 1957.
- Warna ou le Poids de la neige (1962)
- Le Marché des petites heures. Musical (1964)
  - (deutsch) Mitternachtsmarkt (Salzburg 1964)
- La Ville à voile. Gallimard, Paris 1967.  Labor, Brüssel 1989. (Vorwort von Jean-Marie Piemme. Interpretation von Alberte Spinette)
- Les Miroirs d’Ostende (1974)
- Nuit avec ombres en couleur. Brüssel 1983.
  - (deutsch) Nacht mit bunten Schatten. Kiepenheuer, Berlin ohne Jahr. (übersetzt von Maria Sommer)
- Elle disait dormir pour mourir. Le bon vin de monsieur Nuche. Brüssel 1994.
  - (deutsch) Sie sagte schlafen, nicht sterben. Kiepenheuer, Berlin ohne Jahr. (übersetzt von Maria Sommer)

### Weitere Veröffentlichungen
- Cathédrale de brume. Textes de la mémoire profonde. Lire et écrire. Fata Morgana, Saint-Clément 1983.
- Un Arrière-pays. Rêveries sur la création littéraire. Université catholique de Louvain, Louvain-la-Neuve 1989.
- Le Pays noyé. Fata Morgana, Fontfroide-le-Haut 1990.
- La neige. Le petit chat vert. Histoire du garçon qui voulait décrocher la Lune. Labor, Brüssel 1996.
- La cathédrale de brume. Fata Morgana, Saint-Clément-de-Rivière 2000.
- Le vase de Delft et autres nouvelles. Académie Royale de langue et de littérature françaises, Brüssel 2004. (Einleitung von Guy Vaes. Nachwort von Jacques Carion)
- Vers le théâtre. Écrits 1950–1992. Hrsg. Fabrice van de Kerckhove. Archives et Musée de la littérature, Brüssel 2004.
- Lire, écrire. Fata Morgana, Saint-Clément 2005.
- Le pays noyé. Fata Morgana, Fontfroide-le-Haut 2005.

## Deutsche Hörspiele (Auswahl)
- 1953: Bärenhäuter. Ein Märchenspiel – Regie: Fritz Schröder-Jahn (Hörspielbearbeitung – NWDR Hamburg)
- 1954: Der gute Wein des Herrn Nuche – Bearbeitung und Regie: Wilhelm Semmelroth (Hörspielbearbeitung – NWDR Köln)
- 1955: Of und der Mond – Bearbeitung und Regie: Wilhelm Semmelroth (Hörspielbearbeitung – NWDR Köln)
- 1961: Die Szene: Der Bärenhäuter – Regie: Heinz von Cramer (Hörspielbearbeitung – BR)
- 1963: Phoebus oder die Aalbucht – Regie: Willi Schmidt (Hörspielbearbeitung – RIAS Berlin)
- 1964: Es regnet in mein Haus – Regie: Hans Dieter Schwarze (Hörspielbearbeitung – BR/HR)
- 1965: Der gute Wein des Herrn Nuche – Bearbeitung und Regie: Gerd Beermann (Hörspielbearbeitung – SDR)
- 1966: Eine Nacht – Regie: Willi Schmidt (Original-Hörspiel – SDR/RIAS Berlin)

Quelle: ARD-Hörspieldatenbank